# 三陸河北新報社
三陸河北新報社（さんりく かほくしんぽうしゃ）は、宮城県を中心に東北地方で発行されている地方紙「河北新報」の子会社で、石巻市、気仙沼市などをはじめとする三陸沿岸地方向けに発行されている地域新聞社である。

## 発行所
- 石巻市千石町4-42[1]

## 発行新聞
- 石巻かほく（河北新報とのセット購読のみ）

## 沿革
（この節の出典）
- 1980年1月 - 三陸河北新報社が石巻市にて設立。
  - 4月 - 日刊紙「石巻かほく」創刊。
- 1981年12月 - 石巻市千石町に現社屋ビル完成
- 1983年11月 - 気仙沼市に日刊「気仙沼かほく」を創刊[3]
- 1986年4月 - 中華人民共和国の「温州日報社」と業務提携を結び「新聞交流に関する覚書」調印
- 1992年4月 - 岩手県釜石市の地域新聞「釜石新報」と合併
- 1998年4月 - 電子編集システム「RIAS」が導入される
- 1999年12月 - 釜石新報休刊
- 2005年4月 - 日刊「気仙沼かほく」が休刊する代わりとして「リアスの風」が創刊される
- 2011年3月 - 東日本大震災による大津波で社屋が浸水被害を受ける。震災発生から3日後の14日に避難所などに向けて「石巻かほく」が配布される
- 2013年4月 - 気仙沼支社を移転
- 2018年3月 - 「リアスの風」休刊